# Two and a Half Men (seizoen 1)
Het eerste seizoen van de Amerikaanse sitcom Two and a Half Men werd oorspronkelijk uitgezonden op de commerciële televisiezender CBS vanaf 22 september 2003 tot en met 24 mei 2004. De hoofdrollen worden vertolkt door Charlie Sheen, Jon Cryer en Angus T. Jones en de nevenrollen door Marin Hinkle, Holland Taylor en Melanie Lynskey. Het seizoen telt 24 afleveringen.

## Samenvatting
Charlie Harper (Charlie Sheen) leidt een rustig leventje in zijn huis aan het strand van Malibu nabij Los Angeles en heeft aan vrouwen geen gebrek. Charlies leven wordt abrupt verstoord door zijn broer Alan Harper (Jon Cryer), die op een avond doodleuk zijn slaapkamer binnenwandelt en zegt dat zijn twaalfjarige huwelijk met Judith (Marin Hinkle) voorbij is. Charlie staat voor de 'verscheurende' keuze: zijn broer in huis nemen of zijn broer aan zijn lot overlaten. Dat laatste lijkt werkelijkheid te worden, maar dan ontmoet Charlie de tienjarige zoon van zijn broer: Jake (Angus T. Jones). Charlie en Jake hadden voorheen amper contact gehad met elkaar, maar het klikt meteen tussen het duo. Wanneer Alan zijn moeder Evelyn Harper (Holland Taylor) om raad vraagt, is Jake ontroostbaar. Charlie zegt aan Jake dat zijn vader weet wat het beste voor hun is. Charlie verandert echter zelf van mening vanwege de goede band die hij heeft met Jake en haalt Alan weg bij hun moeder. Voortaan woont Alan bij Charlie, naar eigen zeggen tot hij zijn huwelijk heeft gered...

## Overzicht
| Nr. serie | Nr. reeks | Titel van aflevering                                        | Scenarist(en)                    | Uitzenddatum      |  |
| --- | --------- | ----------------------------------------------------------- | -------------------------------- | ----------------- |  |
| 1 | 1         | Pilot: Most Chicks Won't Eat Veal                           | Chuck Lorre en Lee Aronsohn      | 23 september 2003 |  |
| Alan Harper (Jon Cryer) trekt samen met zijn tienjarige zoon Jake (Angus T. Jones) in bij zijn broer Charlie Harper (Charlie Sheen) nadat zijn vrouw Judith (Marin Hinkle) hem hun huis in Sherman Oaks heeft uit gegooid. Charlie wil de ongenodigde gasten liefst zo snel mogelijk de deur uit werken, maar draait bij zodra hij Jake beter heeft leren kennen… en ontdekt heeft dat de jongen een handige truc is om vrouwen te versieren. Titelquote: Charlie, naast de kwestie pratend nadat Alan zegt dat Judith lesbisch is en dat ze samen kalfsvlees aten op restaurant. |           |                                                             |                                  |                   |  |
| 2 | 2         | Big Flappy Bastards                                         | Chuck Lorre en Lee Aronsohn      | 29 september 2003 |  |
| Charlie slaagt er niet in Jake discipline bij te brengen wanneer hij op hem moet passen als Alan enkele klusjes opknapt bij Judith, in de hoop dat ze zo wel zal bijdraaien. Een kus van haar geeft hem weer hoop. Charlie's onkunde om op Jake te passen leidt tot de ongewenste visite van tientallen meeuwen in huis. Titelquote: Charlie, die de meeuwen beschrijft die Jake binnenliet op zijn kamer. |           |                                                             |                                  |                   |  |
| 3 | 3         | Go East on Sunset Until You Reach the Gates of Hell         | Chuck Lorre en Don Foster        | 6 oktober 2003    |  |
| Alan komt tot het besef dat zijn huwelijk voorgoed voorbij is en stort zich in de drank. Ook Charlie laat zich gaan in de bar, zodat ze een taxi naar huis moeten nemen. Maar de alcohol benevelt hen zodanig dat ze besluiten bij hun moeder Evelyn (Holland Taylor) langs te gaan om haar eens flink de waarheid te zeggen. Titelquote: Charlie, die aan de taxichauffeur de fictieve ligging van Evelyns huis uitlegt. |           |                                                             |                                  |                   |  |
| 4 | 4         | If I Can't Write My Chocolate Song, I'm Going to Take a Nap | Chuck Lorre en Lee Aronsohn      | 13 oktober 2003   |  |
| Charlie's huishoudster Berta (Conchata Ferrell) stopt ermee omdat ze te veel werk heeft nu Alan bij Charlie is ingetrokken. Het is nu aan Alan om haar te overtuigen terug te komen. Ondertussen tracht Charlie tevergeefs Jake piekfijn in orde te maken voor zijn moeder hem komt ophalen. Titelquote: Charlie, nadat hij inspiratie had verloren omdat zijn piano naar citroen rook. Noot: Eerste aflevering met Conchata Ferrell als Berta |           |                                                             |                                  |                   |  |
| 5 | 5         | The Last Thing You Want is to Wind Up with a Hump           | Chuck Lorre en Lee Aronsohn      | 20 oktober 2003   |  |
| Bij een voetbalwedstrijdje van Jake leert Charlie een gescheiden ‘soccer mom’ Kate (Liz Vassey) kennen. Ze kunnen het goed met elkaar vinden, maar is Charlie wel klaar voor een serieuze relatie? Twee andere moeders lokken Alan inmiddels in hun seksuele val. Alan vermoedt evenwel niks. Titelquote: Alan, wanneer hij een van de voetbalmoeders een rugmassage geeft. |           |                                                             |                                  |                   |  |
| 6 | 6         | Did You Check with the Captain of the Flying Monkeys?       | Chuck Lorre en Lee Aronsohn      | 27 oktober 2003   |  |
| Evelyn nodigt haar zonen uit voor een dineetje met haar nieuwe vriend Tom. Diens dochter (Krista Allen) blijkt echter een seksueel verleden met Charlie te hebben, waarop Tom de relatie met Evelyn afbreekt. Charlie en Alan moeten hun moeder nu opbeuren. Titelquote: Charlie, die een suggestie doet als Alan aankondigt dat hun moeder vermist is. |           |                                                             |                                  |                   |  |
| 7 | 7         | If They Do Go Either Way, They're Usually Fake              | Chuck Lorre en Don Foster        | 3 november 2003   |  |
| Judith pepert Charlie zijn frivole levensstijl in als Jake op school een tekening maakt van de getatoeëerde bips van surfster Cindy (Kristin Dattilo). Maar niet veel later raakt Judith bevriend met Cindy. Alan trekt de verkeerde conclusies. Charlie laat zich gelden en legt Jake het verschil tussen 'bepaalde borsten' uit. Titelquote: Charlie, die borstimplantaten beschrijft aan Jake terwijl de twee naar bikinisurfers op het strand kijken. |           |                                                             |                                  |                   |  |
| 8 | 8         | Twenty-Five Little Pre-pubers Without a Snootful            | Chuck Lorre en Lee Aronsohn      | 10 november 2003  |  |
| Judith en Alan dwingen Charlie om liedjes te schrijven voor Jakes jaarlijkse schoolmusical. De industriële revolutie staat centraal, maar de kinderen zijn eerder geïnteresseerd in Charlie's jingles. Alan verliest de controle wanneer hij de echtscheidingspapieren in de brievenbus vindt. Titelquote: Charlie, waarom hij doodsbang is voor de confrontatie met de kinderen uit Jakes klas. |           |                                                             |                                  |                   |  |
| 9 | 9         | Phase One, Complete                                         | Chuck Lorre en Lee Aronsohn      | 17 november 2003  |  |
| Charlie onderneemt vruchteloze pogingen om een one-night-stand (Myndy Crist) te dumpen. Ze kan het goed vinden met Evelyn en Jake. Wanneer het over en uit is, krijgt hij de volle laag van Jake. Alan leert Charlie's buurvrouw Rose (Melanie Lynskey) beter kennen tijdens het Scrabblen. Titelquote: Rose, nadat Charlie zegt dat hij gelooft dat zij en Alan gewoon vrienden zijn. |           |                                                             |                                  |                   |  |
| 10 | 10        | Merry Thanksgiving                                          | Chuck Lorre en Lee Aronsohn      | 24 november 2003  |  |
| Wanneer Charlie verneemt dat de liefde van zijn leven Lisa (Denise Richards) zich heeft verloofd, nodigt hij haar uit voor Thanksgiving in een ultieme poging haar hart te veroveren. Het familiefeest verloopt niet zoals gepland. Titelquote: Charlie, die Lisa begroet voorafgaand aan het feest. |           |                                                             |                                  |                   |  |
| 11 | 11        | Alan Harper, Frontier Chiropractor                          | Chuck Lorre en Don Foster        | 15 december 2003  |  |
| Judith is terug op vrijersvoeten en Alan wil niet achterblijven. Om de vrouwen te bekoren zal hij dringend zijn look moeten veranderen, althans dat beweert Charlie. Charlie en Alan gaan daarom shoppen. Jake wil niet mee, maar het alternatief is niet beter. Alan is niet gewend aan verandering. Titelquote: Niet gesproken door een personage, maar een verwijzing naar Alans 'transformatie' (nieuwe look). |           |                                                             |                                  |                   |  |
| 12 | 12        | Camel Filters and Pheromones                                | Chuck Lorre en Lee Aronsohn      | 5 januari 2004    |  |
| Berta stelt haar bloedmooie 16-jarige kleindochter Prudence (Megan Fox) aan de mannen voor, inclusief Jake. Alle drie zijn ze weg van haar. Vooral Charlie en Alan proberen hun lustgevoelens te bedwingen in het bijzijn van de minderjarige schoonheid. Allesbehalve een sinecure. Titelquote: Berta, die Jake de geur van Prudence omschrijft. |           |                                                             |                                  |                   |  |
| 13 | 13        | Sarah Like Puny Alan                                        | Chuck Lorre                      | 12 januari 2004   |  |
| Charlie regelt een dubbele date voor hem en Alan, een actrice en haar beste vriendin, maar op de cruciale avond worden de heren doodziek. Geen haar op hun hoofd denkt aan annuleren. Willens nillens maken Charlie en Alan zich klaar. Titelquote: Alan, die een meisje imiteert die door hem bezeten was na een eerdere dubbeldate met Charlie. |           |                                                             |                                  |                   |  |
| 14 | 14        | I Can't Afford Hyenas                                       | Chuck Lorre en Lee Aronsohn      | 2 februari 2004   |  |
| Berta geeft Charlie een onverwacht cadeautje bij terugkomst van de supermarkt: een versnipperde creditcard. Blijkbaar geeft Charlie meer uit dan er binnenkomt aan royalty's. Alan ziet maar één oplossing: een aantal maanden besparen. Charlie ziet dat niet zitten. Titelquote: Charlie, die beseft dat hij niet kan betalen wat hij wil kopen. Noot: Eerste aflevering met J.D. Walsh als pizza-koerier Ted, later definitief hernoemd naar Gordon |           |                                                             |                                  |                   |  |
| 15 | 15        | Round One to the Hot Crazy Chick                            | Chuck Lorre en Lee Aronsohn      | 9 februari 2004   |  |
| Charlie en Alan nemen Frankie (Jenna Elfman) in huis, die ze zonet een auto met een knuppel in elkaar hebben zien slaan. Beide zijn verliefd op haar en geen van beide wil als verliezer uit de strijd komen. Frankie verbergt iets voor de mannen. Titelquote: Charlie, nadat Frankie hem heeft verduidelijkt dat ze geen seks met hem wenst. |           |                                                             |                                  |                   |  |
| 16 | 16        | That Was Saliva, Alan                                       | Chuck Lorre en Lee Aronsohn      | 16 februari 2004  |  |
| Frankie legt uit waarom zij en haar dochtertje op de vlucht zijn voor haar schoonouders. Charlie kan niet begrijpen waarom Frankie voor Alan kiest. Inmiddels doet Jake verwoede pogingen Frankies verliefde dochter van zich af te schudden. Titelquote: Charlie, nadat Alan zijn gevoelens voor Frankie heeft uitgelegd. |           |                                                             |                                  |                   |  |
| 17 | 17        | Ate the Hamburgers, Wearing the Hats                        | Eddie Gorodetsky en Mark Roberts | 23 februari 2004  |  |
| Alan laat weten dat hij in het geval van zijn en Judiths dood noch Charlie noch Evelyn het hoederecht op Jake toevertrouwt. Dit kwetst hen. Charlie doet er alles aan om te bewijzen dat hij een uitstekende voogd is, tot Jake tijdens een spelletje basket zijn hoofd stoot. Titelquote: Charlie, terwijl hij voor Alan probeert te verhullen dat Jake hechtingen nodig had na een basketbalongeval waar hij verantwoordelijk voor is. |           |                                                             |                                  |                   |  |
| 18 | 18        | An Old Flame with a New Wick                                | Lee Aronsohn en Mark Roberts     | 1 maart 2004      |  |
| Een oude vlam stuurt Charlie een mailtje. Charlie hoopt dat ze opnieuw kunnen beginnen. Het feit dat Jill inmiddels Bill (Chris O'Donnell) is geworden, gooit echter een spaander in zijn plannen. De zaak wordt netelig als Jill/Bill de koffer induikt met Charlies moeder Evelyn. Titelquote: Berta, over Charlie's ex-vriendin Jill die een geslachtsverandering heeft ondergaan. |           |                                                             |                                  |                   |  |
| 19 | 19        | I Remember the Coatroom, I Just Don't Remember You          | Don Foster en Eddie Gorodetsky   | 22 maart 2004     |  |
| Judiths knappe zus Liz (Teri Hatcher) tracht Alan te versieren op het verjaardagsfeestje van Jake. Charlie kan niet bevatten hoe Liz de seks is vergeten die ze hadden op Alans trouwreceptie. Jake probeert met wisselend succes de trucjes uit van de goocheldoos die hij cadeau kreeg. Titelquote: Liz, als Charlie haar herinnert aan hun affaire op de huwelijksreceptie van Alan en Judith. |           |                                                             |                                  |                   |  |
| 20 | 20        | Hey, I Can Pee Outside in the Dark                          | Jeff Abugov en Mark Roberts      | 19 april 2004     |  |
| Jake gedraagt zich rebels en speelt urenlang de riff van Smoke On The Water door Deep Purple op zijn gitaar, tot ergernis van zijn huisgenoten. Judith denkt dat haar zoon lijdt onder de stress van de scheiding. Een bezoek aan een psycholoog (Jane Lynch) brengt geen zoden aan de dijk. Titelquote: Alan, als Charlie heeft ontdekt dat Alan als kind een therapeut moest opzoeken. |           |                                                             |                                  |                   |  |
| 21 | 21        | No Sniffing, No Wowing                                      | Chuck Lorre en Don Foster        | 3 mei 2004        |  |
| Charlie gooit alle ethische principes overboord. Onderduims begint hij een relatie met Alans advocate (Heather Locklear). Wanneer hij haar dumpt, is het Alan die met de gebakken peren zit. De advocate stemt in met alle eisen van Judith. Alan verliest de scheidingsprocedure. Titelquote: Alan, die Charlie expliciete doch vergeefse instructies geeft om niets met zijn advocate te maken te hebben. |           |                                                             |                                  |                   |  |
| 22 | 22        | My Doctor Has a Cow Puppet                                  | Chuck Lorre en Eddie Gorodetsky  | 10 mei 2004       |  |
| Alan houdt Charlie ’s nachts wakker doordat hij voortdurend slaapwandelt. Alan stofzuigt en kookt in zijn slaap. Charlie heeft de oplossing voor hem: seks of therapie. Als de eerste optie faalt, belanden de broers bij de enige psycholoog die ze kennen: die van Jake. Titelquote: Jake, honderduit vertellend over zijn psychologe tegen zijn grootmoeder. |           |                                                             |                                  |                   |  |
| 23 | 23        | Just Like Buffalo                                           | Lee Aronsohn en Don Foster       | 17 mei 2004       |  |
| Jake quoteert een vrouwonvriendelijke opmerking van Charlie tegenover zijn moeder. Judith verbiedt hem om bij Charlie te verblijven. Alan is woedend, maar krijgt stevige concurrentie. Judiths vriendinnenclubje van kwade moeders heeft immers een duidelijke opinie. Titelquote: Charlie, die de vrouwen van Judiths vriendinnenclubje beschrijft. |           |                                                             |                                  |                   |  |
| 24 | 24        | Can You Feel My Finger?                                     | Chuck Lorre en Lee Aronsohn      | 24 mei 2004       |  |
| Een oud-lief belt Charlie op. Ze denkt dat ze zwanger is van hem. Het blijkt vals alarm, maar voor Charlie reden genoeg om een vasectomie te ondergaan. Het mag niet zijn want iedere keer weer komt er iets tussen als zijn uroloog het onomkeerbare knipje wil doen. Titelquote: Dr. Sperlock, Charlie's uroloog, testend of de verdoving werkt. |           |                                                             |                                  |                   |  |

## Rolverdeling

### Hoofdcast
- Charlie Sheen (Charlie Harper)
- Jon Cryer (Alan Harper)
- Angus T. Jones (Jake Harper)
- Marin Hinkle (Judith Harper)
- Holland Taylor (Evelyn Harper)
- Melanie Lynskey (Rose)

### Gastacteurs
- Conchata Ferrell (Berta)
- Jenna Elfman (Frankie)
- Jane Lynch (Dr. Linda Freedman)